# Liste d'anthropologues brésiliens
Cette liste recense les figures marquantes de l'anthropologie contemporaine au Brésil.
- Alba Zaluar
- Aline Sapiezinskas
- Ana Luiza Carvalho da Rocha
- Aparecida Vilaça
- Ari Pedro Oro
- Arno Vogel
- Beatriz Heredia
- Benedito Odilon Profeta
- Bruna Franchetto
- Carlos Fausto
- Carlos Steil
- Carmen Sílvia Moraes Rial
- Claudia Fonseca
- Cornelia Eckert
- Curt Nimuendajú
- Darcy Ribeiro
- Débora Krischke Leitão
- Dominique Tilkin Gallois
- Eduardo Viveiros de Castro
- Eliane Cantarino O'Dwyer
- Estevão Pinto
- Eunice Durham
- Everardo Rocha
- Florestan Fernandes
- George Zarur
- Gilberto Freyre
- Gilberto Velho
- Gioconda Mussolini
- Jaques Jacomini
- João Biehl
- João Pacheco de Oliveira
- José Flávio Pessoa de Barros
- José Guilherme Cantor Magnani
- Júlio Cezar Melatti
- Heitor Frúgoli Jr.
- Leonardo Marcondes Alves
- Leif Grunewald
- Lia Zanotta Machado
- Lilia Katri Moritz Schwarcz
- Luís Eduardo Soares
- Luís de Castro Faria
- Luiz Eduardo Robinson Achutti
- Luiz Mott
- Luís Roberto Cardoso de Oliveira
- Manuela Carneiro da Cunha
- Marcio Goldman
- Marcio Martins dos Santos
- Marco Antonio da Silva Mello
- Marco Fonseca
- Maria de Nazareth Agra Hassen
- Maria Eunice Maciel
- Marta Rosa Amoroso
- Mauro Guilherme Pinheiro Koury
- Mirian Goldenberg
- Miriam Pillar Grossi
- Milton Guran
- Neiva Vieira da Cunha
- Otávio Velho
- Moacir Palmeira
- Lygia Sigaud
- Paula Montero
- Pedro Agostinho da Silva
- Pedro Paulo Thiago de Mello
- Peter Fry
- Rafael José de Menezes Bastos
- Rita Amaral
- Roberto Cardoso de Oliveira
- Roberto DaMatta
- Roberto Kant de Lima
- Roque Laraia
- Rosana Pinheiro Machado
- Ruben Oliven
- Ruth Correia Leite Cardoso
- Saul Alves Martins
- Simoni Lahud Guedes
- Soraya Fleischer
- Soraya Silveira Simões
- Suely Kofes
- Tânia Stolze Lima
- Yvonne Maggie